# Coworking

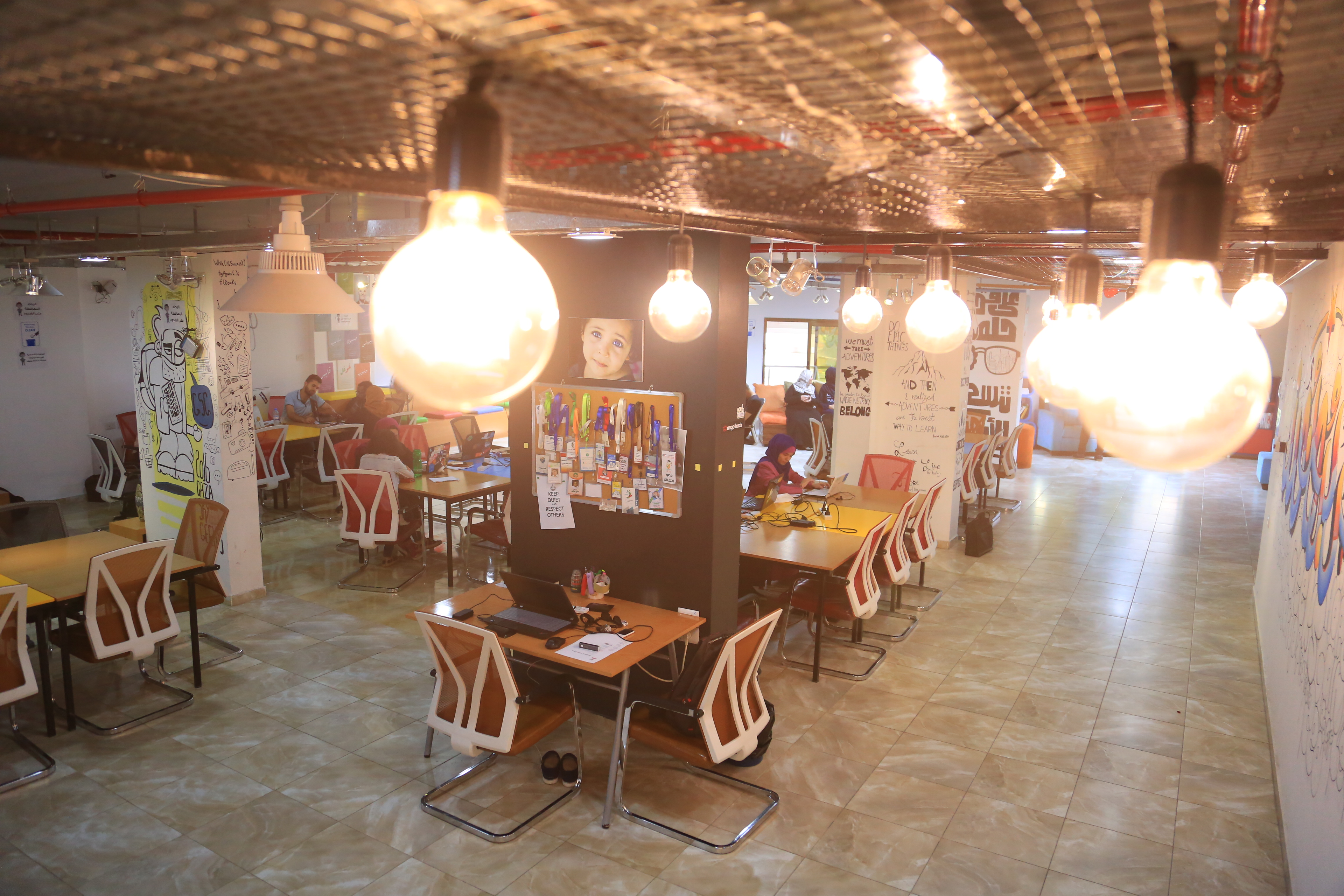
Un spațiu de coworking

Coworking este un concept modern de lucru în care oamenii care lucrează independent sau pentru diferite companii își împart un spațiu de lucru comun. Aceasta facilitează interacțiunea și colaborarea între profesioniști din diverse domenii, oferind un mediu de lucru flexibil și inspirator. Spațiile de coworking pot fi găsite în diferite orașe și sunt utilizate de freelancers, antreprenori, angajați remotați și alte persoane care doresc să lucreze într-un mediu dinamic și comunitar.

## Istoric
Conceptul de coworking a apărut pentru prima dată la sfârșitul anilor 1990, odată cu creșterea numărului de profesioniști independenți și a nevoii lor de a găsi un spațiu de lucru adecvat. În 2005, în San Francisco, Brad Neuberg a fondat primul spațiu de coworking oficial numit „Hat Factory”. De atunci, conceptul s-a răspândit rapid în întreaga lume, cu sute de spații de coworking apărând în orașe mari și mici.